# 埃爾阿維拉國家公園

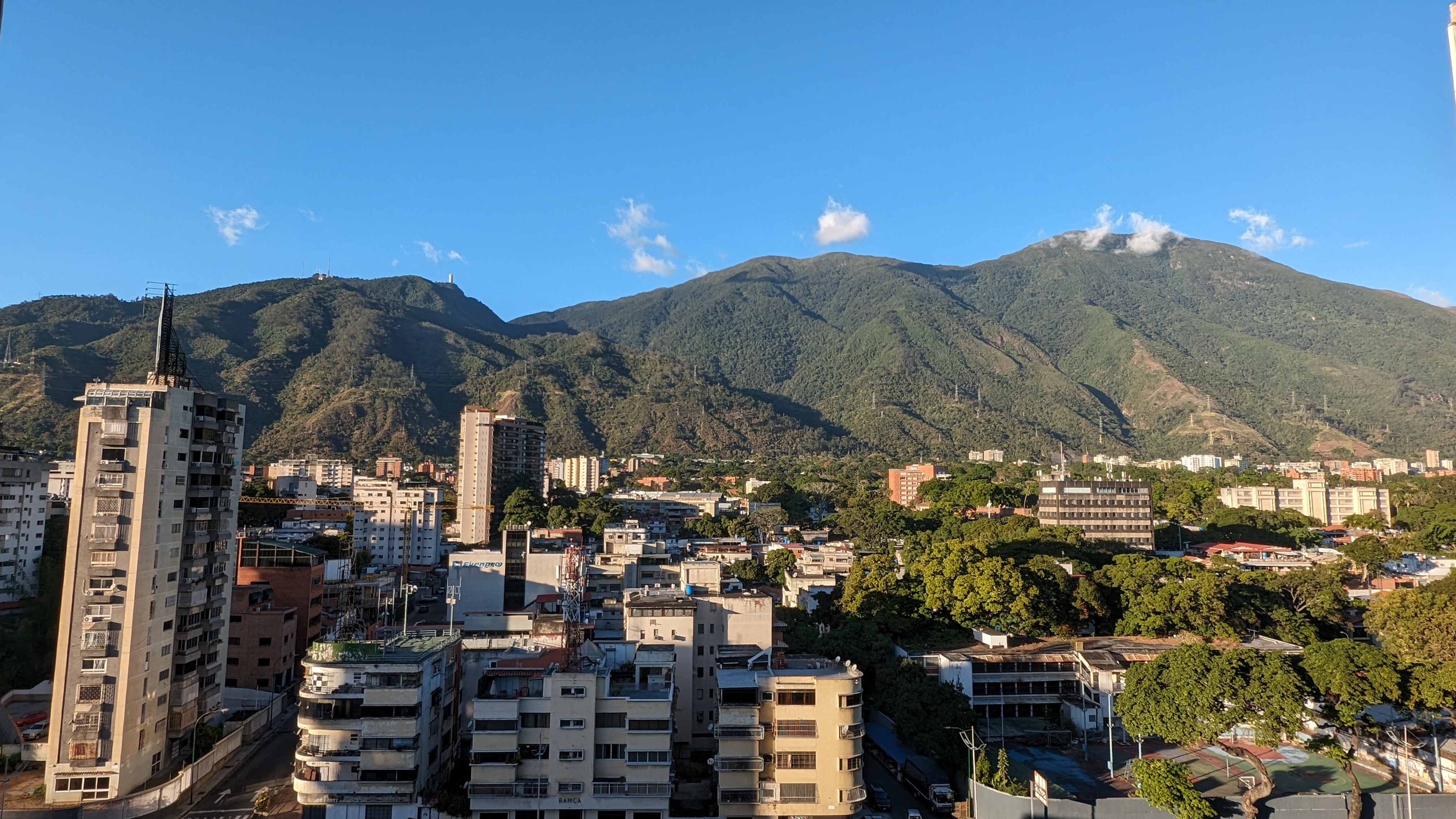
索道

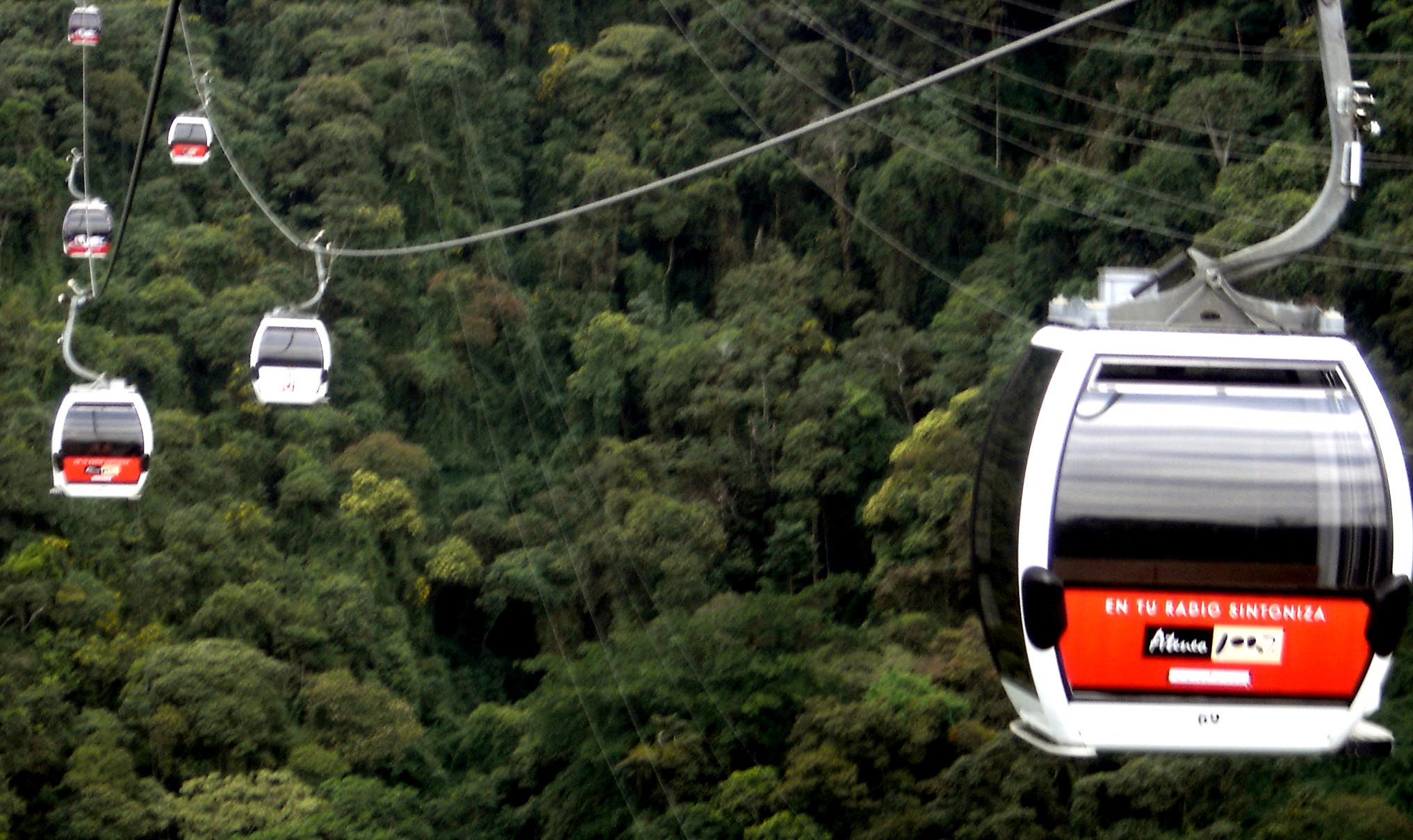
索道

埃爾阿維拉國家公園是委內瑞拉的國家公園，位於該國北部，由米蘭達州和瓦爾加斯州負責管轄，面積819平方公里，始建於1958年12月12日。

## 外部連結
- El Ávila: The Protective Lungs of Caracas （页面存档备份，存于）
- Information about El Ávila National Park （页面存档备份，存于）

1. ↑  . explore.com.ve.   [2020-04-13]. （原始内容存档于2011-11-20）. |url-status=和|dead-url=只需其一 (帮助)